# ESWAT: City under Siege
ESWAT: City under Siege (サイバーポリス イースワット?, Cyber Police ESWAT) è un videogioco del 1990 sviluppato e pubblicato da SEGA per Sega Mega Drive. Il titolo è un remake del videogioco arcade Cyber Police ESWAT.
Il videogioco è incluso nella raccolta Sega Mega Drive Ultimate Collection, è stato convertito per iOS e Android e distribuito tramite Virtual Console per Wii e su Steam.